# لستر در
لستر دُر (انگلیسی: Lester Dorr؛ ‏ ۸ مهٔ ۱۸۹۳ – ۲۵ اوت ۱۹۸۰) بازیگر اهل ایالات متحده آمریکا بود.